# Ausano di Milano
Ausano (Milano, ... – Milano, ...; fl. VI secolo) è stato arcivescovo di Milano poco dopo la metà del VI secolo.
È venerato come santo dalla chiesa cattolica che lo ricorda il 3 settembre nel martirologio romano.

## Biografia
Poche e frammentarie sono le notizie sul vescovo milanese Ausano. Secondo un antico Catalogus archiepiscoporum Mediolanensium,  il suo episcopato si colloca tra quelli di Vitale e di Onorato, poco dopo la metà del VI secolo. Il medesimo catalogus gli assegna 2 anni di governo e lo dice sepolto il 3 settembre nella chiesa di Santo Stefano ad Rotam. Tradizionalmente il suo episcopato è assegnato agli anni 566-567, mentre studi più recenti lo anticipano di alcuni anni, collocandolo tra il 556 e il 559 oppure tra il 558 e il 561, durante il pontificato di papa Pelagio I.
Si ritiene infatti che l'anonimo vescovo milanese menzionato in alcune lettere di papa Pelagio I (556-561) sia da identificare con Ausano. In una lettera, datata tra settembre 558 e marzo 560, il pontefice si lamenta con il patrizio Giovanni, perché Paolino I, patriarca di Aquileia, si è fatto consacrare vescovo non nella sua sede patriarcale, come d'abitudine, ma a Milano, ad opera di un "vescovo scismatico", che aveva rifiutato cioè di sottoscrivere la condanna dei Tre Capitoli sancita al concilio di Costantinopoli nel 553 e ratificata da papa Vigilio; in una seconda lettera, datata a primavera 559, Pelagio raccomanda addirittura al patrizio Valeriano di arrestare i due vescovi e di condurli dall'imperatore a Costantinopoli.
Una tradizione medievale, che non ha fondamenti storici, associa Ausano all'aristocratica famiglia milanese dei Crivelli.

## Culto

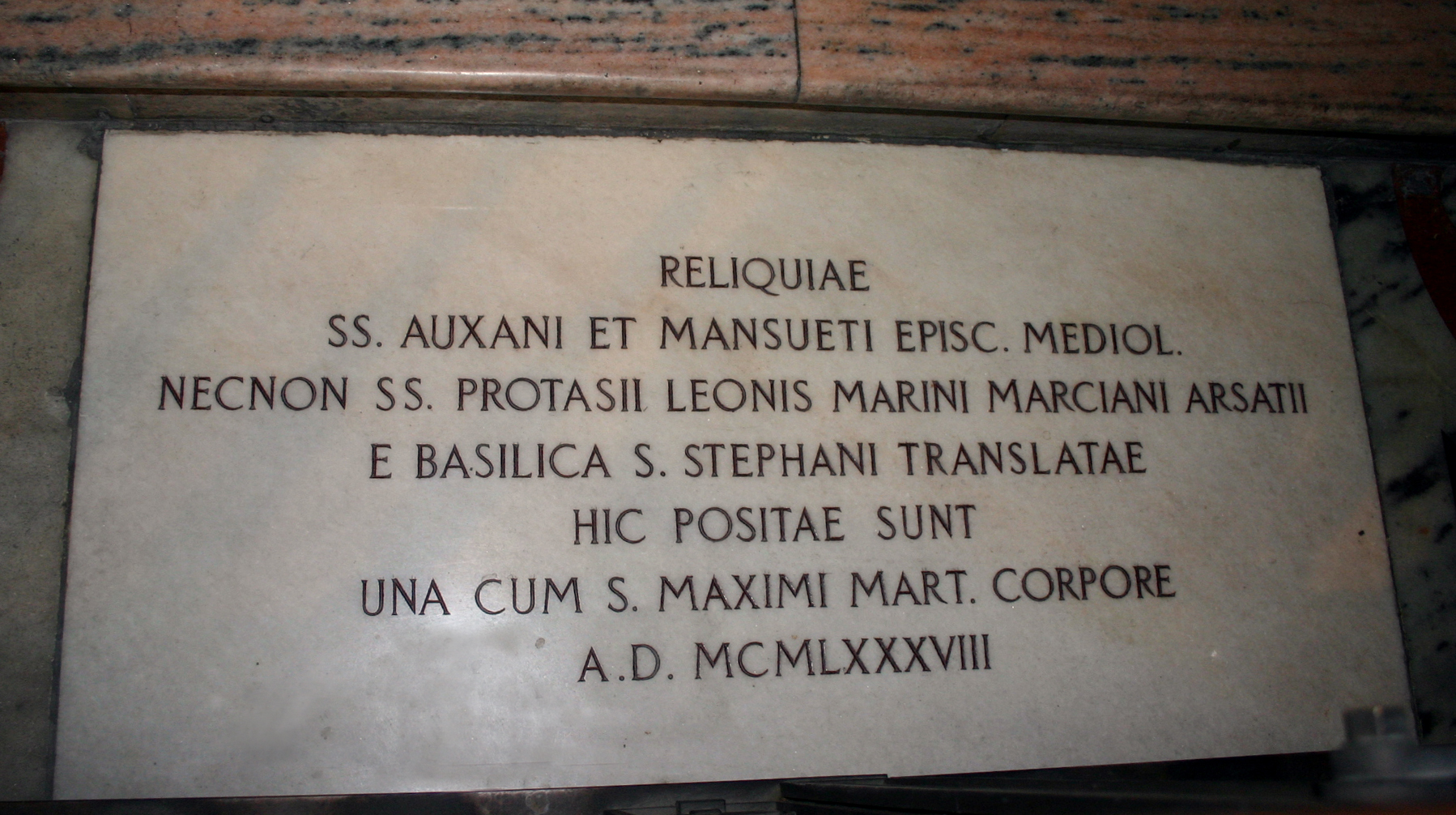
Targa commemorativa della traslazione delle reliquie di sant'Ausano dalla basilica di Santo Stefano Maggiore al duomo milanese nel 1988.

Malgrado le dure parole utilizzate da papa Pelagio I nei suoi confronti, Ausano è venerato come santo dalla Chiesa milanese. Alcuni autori hanno voluto spiegare questo duplice atteggiamento o con il fatto che il vescovo di cui parla Pelagio non sia Ausano o che il vescovo milanese si sia ad un certo punto pentito e sia ritornato in seno all'ortodossia.
La prima testimonianza del culto attribuito a sant'Ausano si trova in una Cronaca del XIII secolo attribuita a Goffredo da Bussero, che «elogia Ausano come apostolo infaticabile (praedicationis officio non pigro impleto) e come taumaturgo (clarus miraculis coronatus quievit)».  Nel 1609 il cardinale Federico Borromeo fece sottoporre le sue reliquie ad una attenta ricognizione. Queste furono solennemente traslate dalla basilica di Santo Stefano Maggiore al duomo milanese nel 1988.